# Плотва (притока Борової)
Плотва — річка в Луганській області, ліва притока Борової. Довжина річки 15 км, площа водозбірного басейну 100 км², похил 2,6 м/км.
Витік річки у селі Суханівка, тече на захід, протікає поблизу села Маринівка, потім повертає на південь, а на північ від села Пристине впадає в Борову.